# The Influence of Sympathy
The Influence of Sympathy è un cortometraggio muto del 1913 diretto da Harry Solter. Prodotto dalla Victor Film Company, il film aveva come interpreti Florence Lawrence, Earle Foxe, Richard Rosson, Matt Moore.

## Trama
In lutto per la perdita del suo bambino, una madre si affeziona a un piccolo zoppo rimasto orfano.

## Produzione
Il film fu prodotto dalla Victor Film Company.

## Distribuzione
Distribuito dall'Universal Film Manufacturing Company, il film - un cortometraggio in due bobine - uscì nelle sale cinematografiche statunitensi il 5 dicembre 1913.